# Greensill Bank
Die Greensill Bank AG i. Ins. ist ein deutsches Kreditinstitut mit Sitz in Bremen, das als Teil der anglo-australischen Greensill-Gruppe zuletzt auf Finanzierung von Lieferantenverbindlichkeiten spezialisiert war. Das Unternehmen ist seit März 2021 insolvent.
Die Bank wurde 1927 in der Hansestadt unter der Firmierung Norddeutsche Finanzierungs-AG gegründet, später in NordFinanz Bank umbenannt und trägt seit Oktober 2014 ihren heutigen Namen.

## Geschichte 1927 bis 2013

### Norddeutsche Finanzierungs-AG

#### 1927 bis 1948
Die NordFinanz Bank (kurz NF Bank) war ein privates deutsches Kreditinstitut, das bis Oktober 2014 agierte.
Gegründet wurde sie 1927 als Norddeutsche Finanzierungs-AG zur Finanzierung von „… Kraftwagen und Transportmitteln sowie … nach Ermessen des Aufsichtsrates aller damit in Verbindung stehender Geschäfte.“ Laut Gesellschaftsvertrag aus 1927 betrug das Grundkapital 200.000 Reichsmark. Als Gesellschafter der Aktiengesellschaft fungierten Friedrich Georg Johannes Müller, Edmund Karl Emil Louis Nehrkorn, Johannes Tilman Gromme, Otto Meyer und Hermann Diedrich Leverenz. Den Aufsichtsrat bildeten Karl Theodor Arnold, Carl-Julius Johannes Brabant, Alfons Eßlinger, Christoph Johannes Baßmer und Alfred Meyer. Die Gründung fiel in die Zeit der Weimarer Republik und erfolgte nach der Großen Inflation.

#### 1948 bis 1983
Nach der Währungsreform 1948 weitete die Bank ihre Geschäftstätigkeit auf Konsumentenkredite aus. 1956 wurden die Aktien durch die Sparkasse Bremen und die Bremer Landesbank übernommen und das Grundkapital auf 500.000 Deutsche Mark erhöht. 1962 erwarb die NordFinanz Bank Anteile der Boteck Finanzierungen GmbH, die später übernommen wurde. 1964 stieg die Bank ins Factoringgeschäft ein, 1971 wurde dieses Geschäftsfeld ausgelagert und hierfür die Factoring Bank gegründet. Das Grundkapital wurde 1973 auf 5.000.000 D-Mark erhöht. 1980 erfolgte der Verkauf der Factoring Bank an die Girozentralen. Die Factoring Bank fungiert bis heute unter dem Namen Deutsche Factoring Bank GmbH & Co. KG.

### NordFinanz Bank AG

#### 1984 bis 1999
1984 wurde die NF Leasing GmbH gegründet. 1988 verkauften die Sparkasse Bremen und Bremer Landesbank ihre Anteile an den Investor Magnus von Kühlmann und die HC Finanz und Beteiligungs AG, Luzern. Das Grundkapital erhöhte sich auf 7.000.000 D-Mark. Die NordFinanz Bank wurde 1989 durch die Wünsche AG aus Hamburg übernommen. 1994 übernahm der Investor Benedict Symeonidis für 38 Millionen D-Mark die Bank, und nach einer turbulenten Phase im Jahr 1996 wurden 41,2 % dieser Anteile durch Hans-Jörg Kern (Vorstand der Bank) und seine Ehefrau übernommen. Die restlichen Anteile in Höhe von 8,8 % wurden von Jörn-Michael Gauss sowie von zwei damals amtierenden Senatoren, Finanzsenator und vormaliges Vorstandsmitglied der Sparkasse Bremen Ulrich Nölle und Innensenator und Notar Ralf Borttscheller, übernommen. Woher beide das Geld für den Kauf hatten, blieb weitgehend ungeklärt. Nach Nölles Rücktritt am 16. September 1997 übernahm er Anteile Borttschellers. 2003 „setzten der Symeonidis-Insolvenzverwalter und ein von Symeonidis geschädigter Energieversorger vor Gericht einen Zahlungsanspruch gegen das Ehepaar Nölle von gut 1,6 Millionen Euro durch“ – und schickten den Gerichtsvollzieher.

#### 2000 bis 2013
2000 erwarb die Garant Schuh + Mode AG Anteile an der NF Bank; „über diese wurde im Dezember 2004 das Insolvenzverfahren eröffnet. Dennoch plante die GARANT SCHUH + MODE AG ihren Anteilsumfang noch weiter auszubauen und die Bank 2007 in den Konzern zu integrieren. Durch den Insolvenzplan vom September 2007 wurde ihr dann der Verkauf der Anteile vorgeschrieben, sodass das eingeleitete Integrationsprojekt nicht umgesetzt werden konnte.“
2007 wurden Eclear und Derek Tullett aus Großbritannien neue Eigentümer, und das Eigenkapital wurde auf 15.375.000 Euro erhöht. Beide hielten je 48,5 %. Erneut erwarb Hans-Jörg Kern aus dem Vorstand der NordFinanz Bank AG Anteile (die restlichen 3 %). 2010 gab es eine weitere Veränderung in der Struktur der Bank. Die Investoren Stefan Alesch-Taylor (49 %), Paul Hammett (37 %), Gerdes Raphael (9 %) übernahmen die von Eclear gehaltenen Anteile. Der Vorstand der Bank, Hans-Jörg Kern, erweiterte seine Beteiligung auf 5 %. Das Geschäftsfeld Factoring wurde wieder aufgenommen. NF-Leasing wurde an die Nürnberger Leasing verkauft.

## Greensill Bankseit 2014
Anfang 2014 erwarb im Rahmen einer Sanierung die vom australischen Finanzier Lex Greensill kontrollierte britische Beteiligungsgesellschaft Greensill Capital Ltd. (UK) 80 % der Geschäftsanteile der NordFinanz Bank, später auf 100 % aufgestockt; innerhalb der Greensill-Gruppe wurde die Beteiligung 2018 auf die Greensill Capital Pty Limited, Australia (GCAU) übertragen. Parallel erfolgte im Oktober 2014 die Umfirmierung von der NordFinanz Bank in Greensill Bank. Im Zuge dieser Umfirmierung fand auch eine Neuausrichtung des Geschäftsmodells statt. Anstatt klassischer Finanzprodukte wurde das Einlagen- sowie Factoring/Reverse-Factoring-Geschäft forciert und ausgebaut. Die Greensill Bank fungierte fortan als eine der wichtigsten Refinanzierungsquellen für die Greensill Gruppe. Zwischen Dezember 2017 und Dezember 2019 wuchs dabei die Bilanzsumme der Bank von 338 Mio. Euro auf über 3,9 Mrd. Euro; auf der Einlagenseite wuchsen die Kundeneinlagen von 292 Mio. Euro auf fast 3,3 Mrd. Euro meist in Form von hochverzinslichen Termineinlagen, vertrieben teilweise über Internetportale. Die Greensill-Gruppe finanzierte dieses Wachstum auf der Eigenkapitalseite mit Zufuhr von Kapitalrücklagen von über 423 Mio. Euro allein im Jahr 2019,
welches die Muttergesellschaft u. a. durch ein Investment des japanischen Investors Softbank refinanzierte, der insgesamt USD 1,5 Mrd. in die Gruppe investiert hatte.

### Krise der Muttergesellschaft Greensill Capital und Einschreiten der BaFin
Laut mehreren Medienberichten schrieb die Ratingagentur Scope im Oktober 2020, die deutsche Greensill Bank sei beim Betreiben von Bankgeschäften und der Absicherung von Kreditrisiken komplett von der Muttergesellschaft, der australischen Greensill Capital, abhängig. Die Greensill Bank fungiere als Geld- und Garantiegeber für die Gruppe. Refinanziert wurden die Geschäfte auch durch Einlagen von Privatkunden, denen vergleichsweise hohe, über dem Marktzins liegende Zinsen gezahlt wurden.
Anfang März 2021 wurde berichtet, die Muttergesellschaft, Greensill Capital, steuere auf die Insolvenz und/oder einen Notverkauf zu. Zuvor hatten mehrere Partner wie etwa die Schweizer Großbank Credit Suisse und das Schweizer Fondshaus GAM ihre Geschäftsbeziehungen zu Greensill Capital beendet. Wichtige Finanzierungsquellen versiegten damit schlagartig.
Wenige Tage später stellte Greensill Capital schließlich den Insolvenzantrag.
Gleichzeitig verhängte die Bundesanstalt für Finanzdienstleistungsaufsicht (BaFin) am 3. März 2021 als zuständige Aufsichtsbehörde ein Moratorium über die Bank. Damit wurde der Greensill Bank der weitere Geschäftsbetrieb untersagt. Die Bank darf somit nur noch Zahlungen entgegennehmen, die der Tilgung von Schulden ihr gegenüber dienen. Zudem darf sie keine Gelder mehr auszahlen. Hintergrund dafür ist, dass bei einer forensischen Sonderprüfung Unregelmäßigkeiten in der Bilanz festgestellt wurden. Die Bank sei nicht in der Lage, für einen größeren Betrag an bilanzierten Forderungen nachzuweisen, dass sie wirklich existierten. Die Einlagen von privaten und institutionellen Kunden von mehr als drei Milliarden Euro waren zumindest teilweise durch die Einlagensicherung abgesichert. Medienberichten zufolge setzte die BaFin einen Sonderbeauftragten bei der Bank ein, der von der Bundesbank entsandt wurde. Er überwachte die Tagesgeschäfte des Finanzinstituts. Am 16. März 2021 wurde der Insolvenzantrag wegen Überschuldung eingereicht. Am selben Tag stellte die BaFin den Entschädigungsfall nach § 10 Abs. 1 EinlSG fest.
Des Weiteren wurde die Bank von der Finanzaufsicht BaFin bei der Staatsanwaltschaft Bremen wegen des Verdachts auf Bilanzmanipulation angezeigt. Zu den betroffenen Kunden zählen laut dem Handelsblatt auch rund 50 deutsche Kommunen.
Im Kreditportfolio der Bank stecken erhebliche Klumpenrisiken, insbesondere bei Forderungen gegenüber Sanjeev Gupta, der im Besitz der Familie Gupta befindlichen Unternehmensgruppe GFG Alliance, bzw. der Liberty House Group. Dieser Kreditnehmereinheit sollen mehr als 2 Mrd. Euro Forderungen zugerechnet werden. Die BaFin wurde Anfang 2020 durch den Bundesverband deutscher Banken – der die angeschlossenen Institute wegen der Einlagensicherung überwacht – auf dieses Klumpenrisiko aufmerksam gemacht. Nach Aussage der BaFin war die Bank nicht in der Lage, „den Nachweis über die Existenz von bilanzierten Forderungen zu erbringen, die sie von der GFG Alliance Group angekauft hat“.
Im April 2021 ließ die Staatsanwaltschaft Bremen im Rahmen ihrer Ermittlungen wegen des Verdachts auf Bilanzmanipulation die Wohnungen von fünf Beschuldigten im niedersächsischen Umland und in München durchsuchen.

### Insolvenz
Das Amtsgericht Bremen eröffnete am 16. März 2021 auf Antrag der BaFin das Insolvenzverfahren über das Vermögen der Greensill Bank AG und bestellte den Hamburger Rechtsanwalt Michael Frege aus der Kanzlei CMS Hasche-Sigle zum Insolvenzverwalter. Die für die Greensill Bank zuständige Wirtschaftsprüfungsgesellschaft war Ebner Stolz. Sie zog einen Monat nach der Insolvenz ihr Testat für den Jahresabschluss 2019 zurück.
Am 5. April 2021 teilte der Bundesverband deutscher Banken (BdB) mit, mehr als 20.500 Einleger hätten von den Entschädigungseinrichtungen eine Summe von rund 2,7 Milliarden Euro erhalten. Aufgrund dieser Erfahrung hat der BdB sein Sicherungssystem überarbeitet. Institutionelle Investoren, denen im Vergleich zu Privatpersonen ein höheres Maß an Kompetenz unterstellt werden kann, werden zukünftig schlechter gestellt.

## Geschäftszwecke

### Geschäftszweck bis 2014
Die 1927 gegründete Nord Finanz war anfänglich im Bereich der Kfz-Finanzierung tätig. Nach dem Zweiten Weltkrieg wandelte sich die Bank und baute das Geschäft in Richtung Konsumentenkredite weiter aus. 1964 kam das Factoring-Geschäft hinzu; weitere Geschäftsfelder folgten. 1989 verfügte die Bank über eine Vollbankenkonzession. 1995 hatte sich die Bilanzsumme der Bank innerhalb von fünf Jahren verdreifacht, das Eigenkapital lediglich verdoppelt. Die Hauptgeschäftsfelder in dieser Zeit waren kurz- und mittelfristige Investitionskredite für mittelständische Unternehmen, das Leasinggeschäft im Bereich von Maschinen und Kraftfahrzeugen.

### Geschäftszweck seit 2014
Die zahlreichen Eigentümerwechsel nach 1995 und die allgemeinen Veränderungen im Bankumfeld führten schließlich dazu, dass 2014 rund 80 % der Bankanteile von der Greensill Capital UK übernommen wurden und im Rahmen einer Sanierung der defizitären Bank der Name NordFinanz Bank AG schließlich verschwand. In der im Juni 2014 festgelegten Strategie der neuen Aktionäre wurden alle Altprodukte in einen Abwicklungsbestand überführt und das Geschäft der drei Tochtergesellschaften NF-Leasing, NF-Vermögensverwaltung und J. T. Beteiligungsgesellschaft – alle in Bremen ansässig – konsolidiert. Eine aktive Marktbearbeitung für alle Altprodukte fand seit Anfang 2014 nicht mehr statt. Die Geschäftsstellen mussten schon vor 2014 geschlossen werden. Seither gehört die ehemalige NordFinanz Bank zu 100 % der Greensill-Gruppe und firmiert unter dem Namen Greensill Bank. Die Greensill Bank konzentrierte sich innerhalb der Greensill-Gruppe auf die teilweise Refinanzierung für einzelne Engagements aus den Geschäftsfeldern der Gruppe, die im Geschäftsfeld der Working Capital Solutions angesiedelt waren.
Mit der Umfirmierung von der NordFinanz Bank zur Greensill Bank änderte sich auch die Geschäftsausrichtung des Instituts. Ausgestattet mit einer Vollbanklizenz fokussierte sich die Bank auf das Einlagengeschäft sowie die Finanzierung von Unternehmenslieferketten. Im Rahmen des Einlagengeschäfts lag der Fokus der Bank auf kurz- und mittelfristig fälligen Termingeldern (Festgeldkonten), die für Privatkunden Anlagemöglichkeiten in EUR als auch USD boten. Ein weiteres Standbein bildete der Ankauf von unterschiedlichen Forderungstypen, die in den Lieferketten von Unternehmen entstehen. Das Geschäft der Lieferkettenfinanzierung (englisch Supply Chain Finance) und Working Capital Solutions wurde gemeinsam mit der Greensill-Gruppe betrieben; dabei handelte es sich um sogenanntes reverse factoring, bei dem die Bank die Zahlung von Lieferanten finanzierte. Bei der Finanzierung von Working Capital gehörte die Greensill Gruppe als Anbieter für solche Lösungen zu einem Marktführer. Mit dieser eingeschlagenen Strategie konnte die Greensill Bank in dem Zeitraum von 2014 bis 2019 wachsen und ihre Bilanzsumme und Mitarbeiteranzahl ausbauen.

## Kennzahlen
| Geschäftsjahr               | 2019  | 2018 | 2017 | 2016 | 2015 | 2014 | 2013 |
| --------------------------- | ----- | ---- | ---- | ---- | ---- | ---- | ---- |
| Bilanzsumme (in Mio. EUR)   | 3.806 | 666  | 338  | 360  | 353  | 286  | 207  |
| Eigenkapital1 (in Mio. EUR) | 522   | 73   | 34   | 34   | 29   | 19   | 5    |
| Mitarbeiter                 | 80    | 61   | 58   | 56   | 53   | 61   | 70   |

Fußnoten

1 Eigenkapital: Einschließlich nachrangiger Verbindlichkeiten sowie deren abgegrenzter Zinsen.

## Geschäftsstellen
Die bundesweiten Geschäftsstellen mussten schon vor 2014 geschlossen werden. In der Vergangenheit verfügte die Bank unter der Firmierung NordFinanz Bank über Geschäftsstellen in Hamburg, Hannover, Düsseldorf, München, Leipzig und Oldenburg, die in den Jahren vor 2014 sukzessive geschlossen wurden.

## Mitgliedschaften
Die Bank ist dem Bundesverband deutscher Banken sowie dem Prüfungsverband deutscher Banken und damit dem Einlagensicherungsfonds angeschlossen. Die Bank ist Mitglied in der Vereinigung für Bankbetriebsorganisation e. V. (vbo), Frankfurt, und im Deutschen Factoring-Verband e. V., Berlin.

## Technik
Die Greensill Bank ist dem genossenschaftlichen Rechenzentrum der Fiducia & GAD IT angeschlossen und nutzt als Kernbankensystem deren Software agree21.

## Filme und Serien
- Die smarten Verführer: Blut, Wind und das große Geld, Hochstapler in der Wirtschaft, Deutschland, 2023[44]